# Friedrich Christian Correns

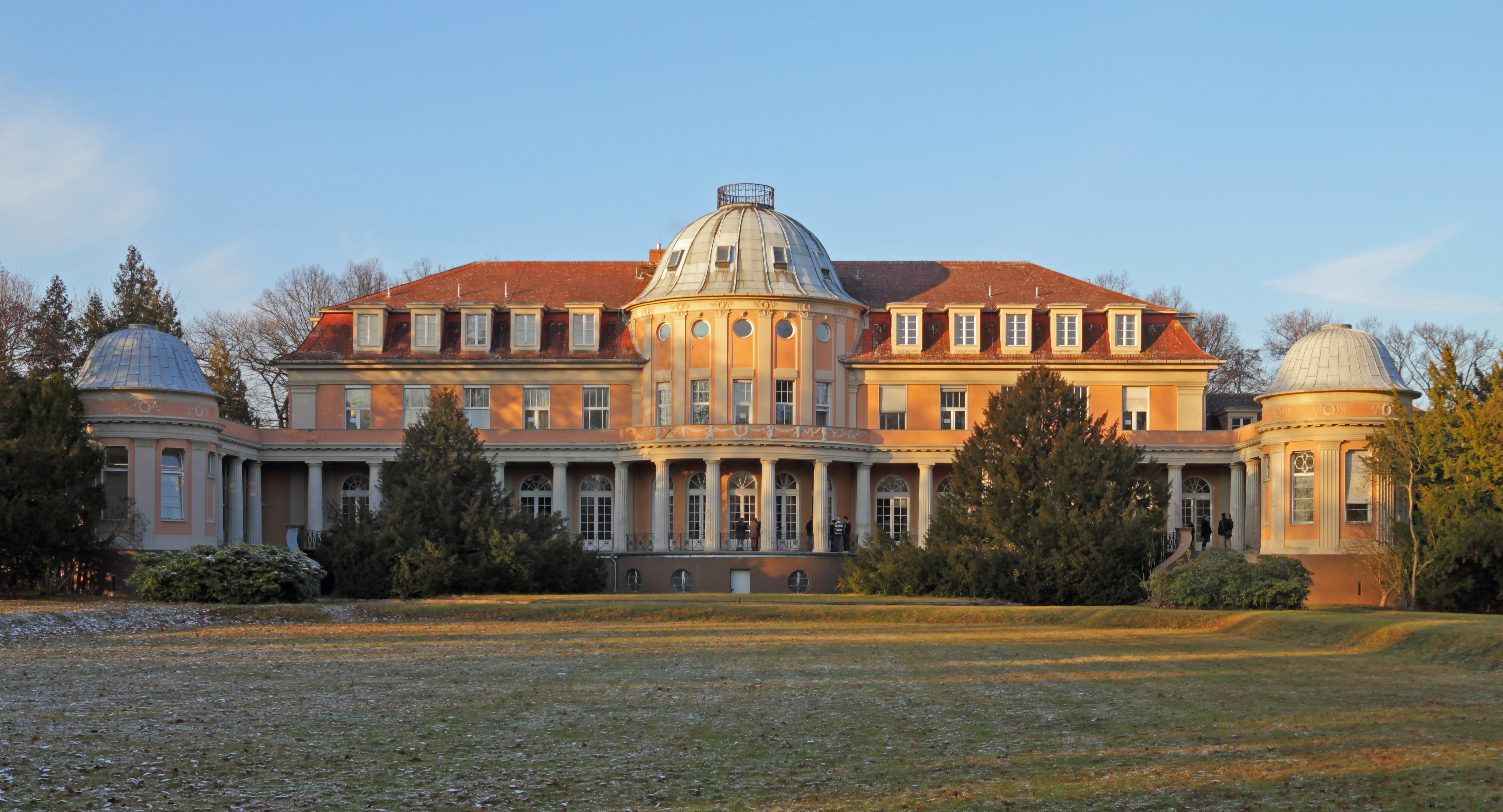
Herrenhaus Correns

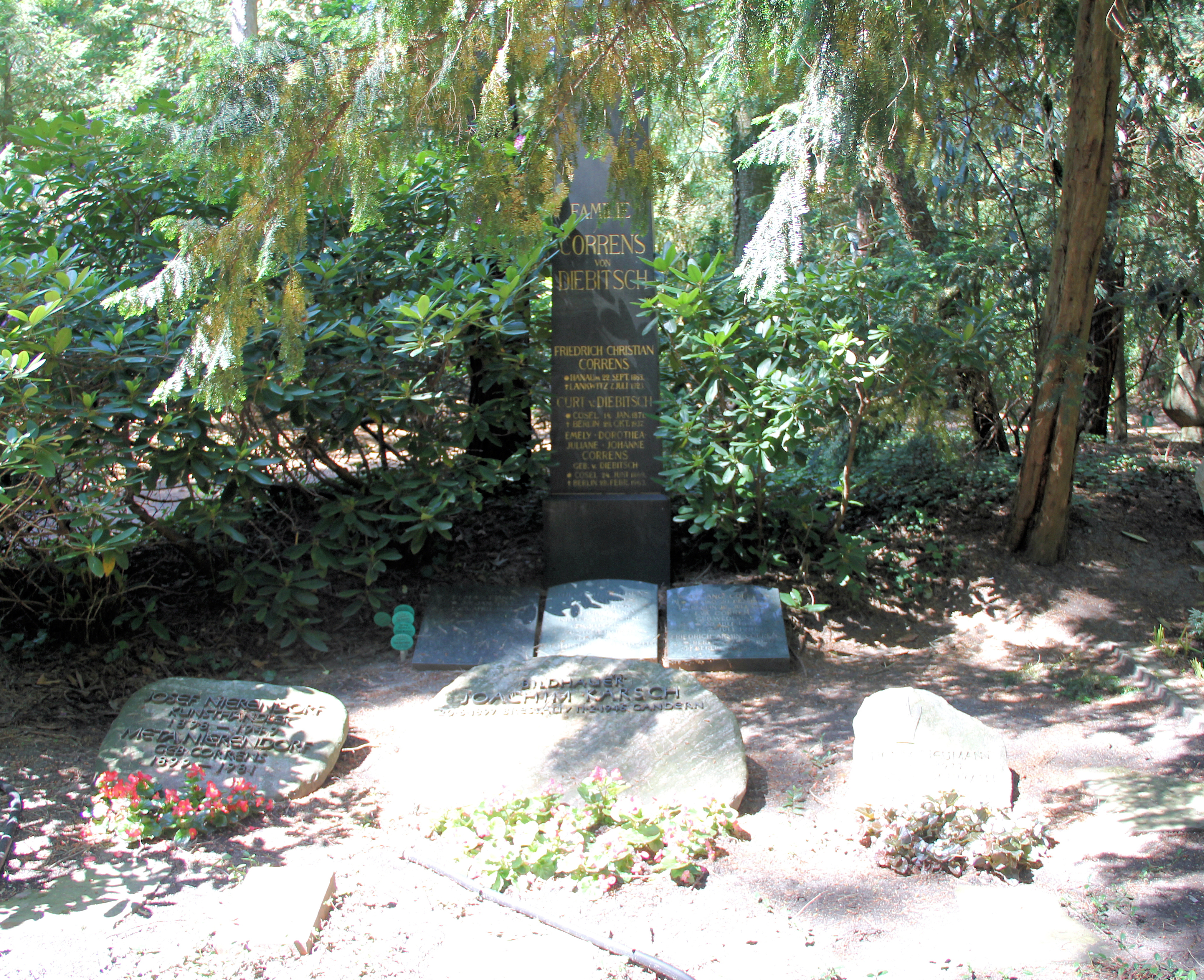
Familiengrab auf dem Parkfriedhof Lichterfelde

Friedrich Christian Correns (* 22. September 1863 in Hanau; † 7. Juli 1923 in Berlin) war ein deutscher Kaufmann und Wirtschafts-Manager. Er ließ sich das Herrenhaus Correns im heutigen Berlin-Lankwitz bauen.

## Leben
Correns absolvierte nach seiner Schulzeit eine Ausbildung zum Kaufmann. 1895 wurde er Direktor der Accumulatoren-Fabrik Aktiengesellschaft (AFA), die später in VARTA und BAE umbenannt wurde.
Berichten zufolge soll er Anteil an den Vorbereitungen zur Gründung der Deutschen Luft-Hansa AG gehabt haben, da sein Name in Verbindung mit der Deutschen Luft-Reederei GmbH erwähnt wird, einem Vorläufer der Fluggesellschaft Lufthansa.
Er erwarb mehrere Grundstücke an der Ecke Calandrelli-/Gärtnerstraße in der damaligen Gemeinde Lankwitz, Landkreis Teltow. Von 1912 bis 1919 (andere Quellen datieren zwischen 1913 und 1916) ließ er zunächst vom Architekten Albert Denzel, ab 1914 vom Architekten und Gemeindebaurat Fritz Freymüller eine Villa mit Nebengebäuden entwerfen und erbauen. Zu diesem Herrenhaus Correns ließ er vom Berliner Gartenarchitekten Carl Rimann einen Park anlegen.
Correns starb am 7. Juli 1923 in Lankwitz und wurde im Familiengrab (Correns / von Diebitsch / Karsch / Nierendorf) auf dem Parkfriedhof Lichterfelde bestattet (Im Walde, Heideweg 34). Er war verheiratet mit Emely Correns geb. von Diebitsch (1869–1963). Sie hatten zwei Söhne und eine Tochter. Ihr Sohn Wolfgang (1892–1959; Diplom-Ingenieur, Architekt) wurde 1892 in Mexiko-Stadt geboren. Ihren in Stolberg (Harz) geborenen Sohn Theodor (1893–1916) verloren sie im Ersten Weltkrieg. Die Tochter Meta (1899–1981; Buchhändlerin, Galeristin) war in erster Ehe mit Joachim Karsch verheiratet, in zweiter Ehe mit Josef Nierendorf (Galerie Nierendorf). Das Familiengrab ist wegen der Schenkung von Kunstwerken an die Berlinische Galerie seitens Meta Nierendorf ein Ehrengrab des Landes Berlin.
Das Herrenhaus wurde nach Correns' Tod im Jahr 1925 von seiner Witwe an den Unternehmer Werner Ferdinand von Siemens verkauft, weshalb es heute auch Siemens-Villa genannt wird.